# Corymeta amplectens
Corymeta amplectens är en insektsart som först beskrevs av Hermann Rudolph Schaum 1853.  Corymeta amplectens ingår i släktet Corymeta och familjen vårtbitare. Inga underarter finns listade i Catalogue of Life.